# 구급대

구급대(救急隊, 영어: emergency medical services 응급의료 서비스[*], EMS) 또는 구급대원 서비스(paramedic services)는 구급 현장에서 적절한 조치를 취해 신속하게 구급차로 병원으로 후송하는 조직을 말한다. 대부분의 나라에서는 3자리의 응급 전화번호로 구급대를 호출할 수 있다.

## 같이 보기
- 착한 사마리아인의 법
- 스타 오브 라이프